# Manoir de Senlecques

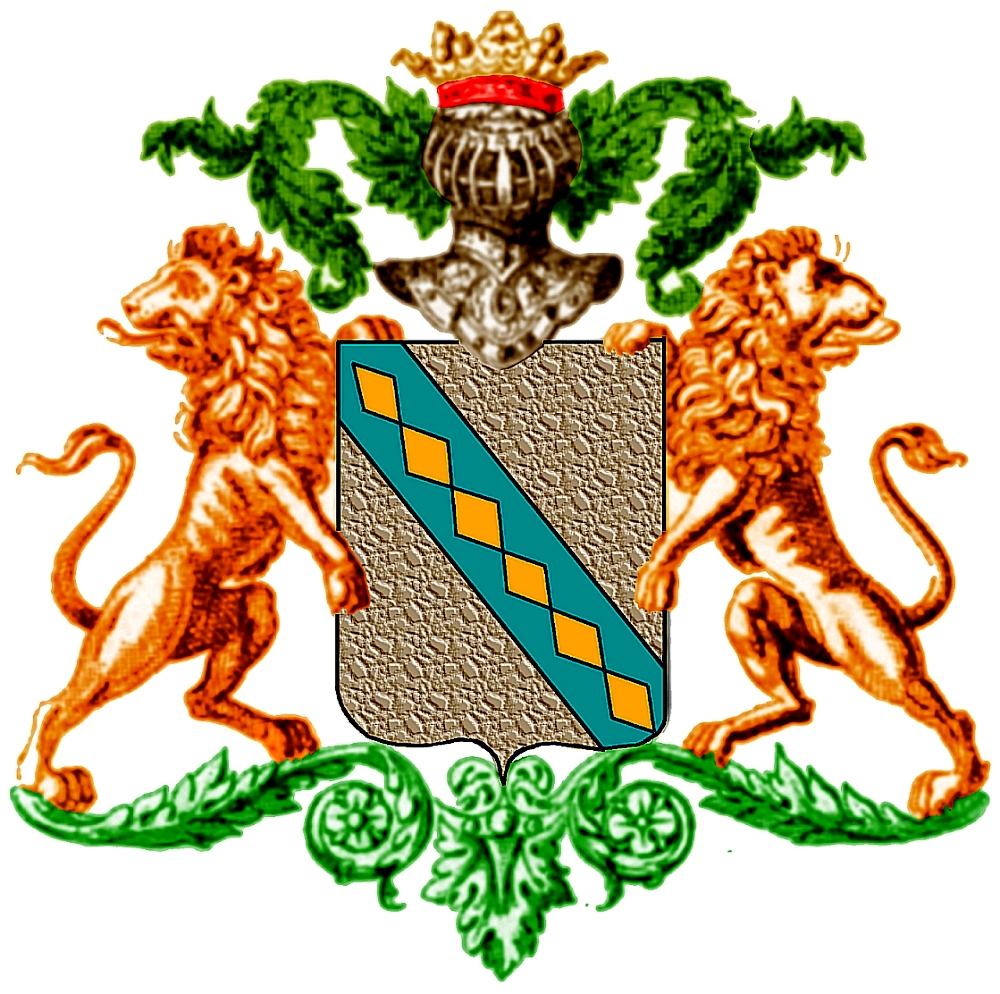
Wapen Adrienne SenLecques-De La Pasture

Het Manoir de Senlecques is een 16e-eeuws manoir, gelegen tussen Conteville en Pernes-lès-Boulogne.

## Gebouw
Het manoir stamt uit de 16e eeuw. Het huis is opgetrokken uit baksteen in een warmoranjerode kleur. In het midden van de gevel staat een achthoekige torent met schietgaten die zijn uitgevoerd in kalksteen.
De schietgaten bestaan uit vier stenen met uitsparingen die een Latijns kruis vormen.
Op de helft van de onderste arm van het kruis is een cirkelvormig gat. Bovenaan de toren is aan de linkerzijde een hoekstuk, bestaande uit drie bogen, die de toren met de muur van het huis verbindt. 
De toren heeft een vijfkantig 30 graden zadeldak dat is gedekt met dakpannen, het sluit aan op het dak van de woning.
De bovenzijde van alle muren zijn afgedekt met natuurstenen muurplaten, er was oorspronkelijk geen dakgoot.
Aan de onderzijde van de toren is aan de zuidzijde de hoofdingang met een klein bordes.
De opening is voorzien van een lage bakstenen boog en laat de dikte van de muren zien.
In de toren is een stenen wenteltrap die toegang geeft tot de bovenverdiepingen.
In de 19e eeuw is aan de noordzijde een schuur tegen het huis gebouwd in onbewerkte natuursteen.
Ook aan de achterzijde (oost) is ook een aanbouw over twee verdiepingen gemaakt.
De afmeting, inclusief de latere aanbouwen, is 15,5×11 m, oorspronkelijk was het 7×11 m, het huidige grondoppervlak is 170 m².
Het interieur bestond oorspronkelijk op de begane grond uit twee zalen beide met open haard, de eerste verdieping telde meerdere kamers en de zolder was een grote ruimte.
In de loop der tijd zijn er meerdere verbouwingen gedaan waarbij ook aanwezige details verloren zijn gegaan, de ontvangstzaal met open haard is (2023) 
nog redelijk origineel maar privé.
Na 1960 is het terrein rondom het huis ingericht als camping en na 2014 is op het landgoed ook een paardenfokkerij en paardenpension.

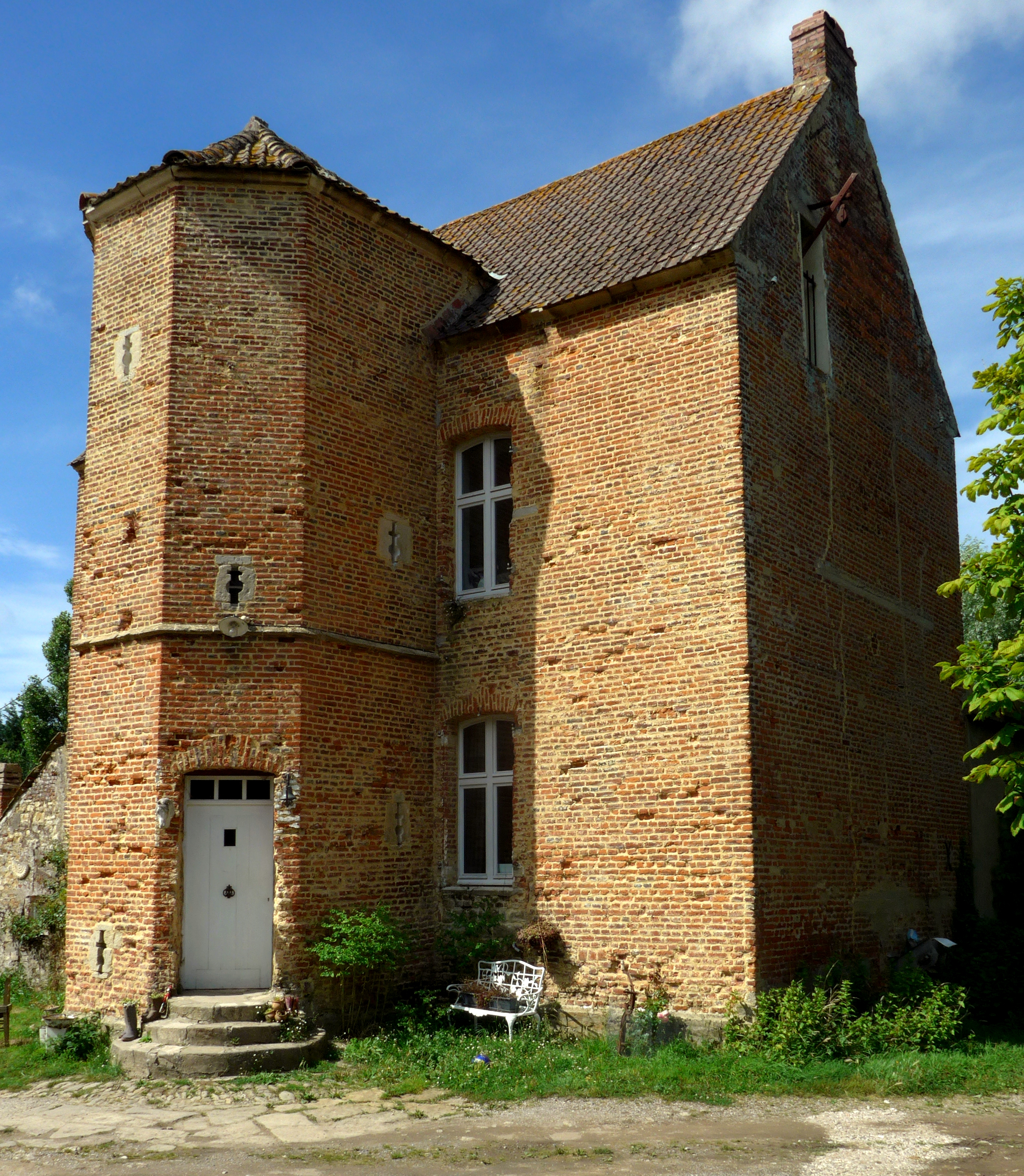
west- en zuidgevel
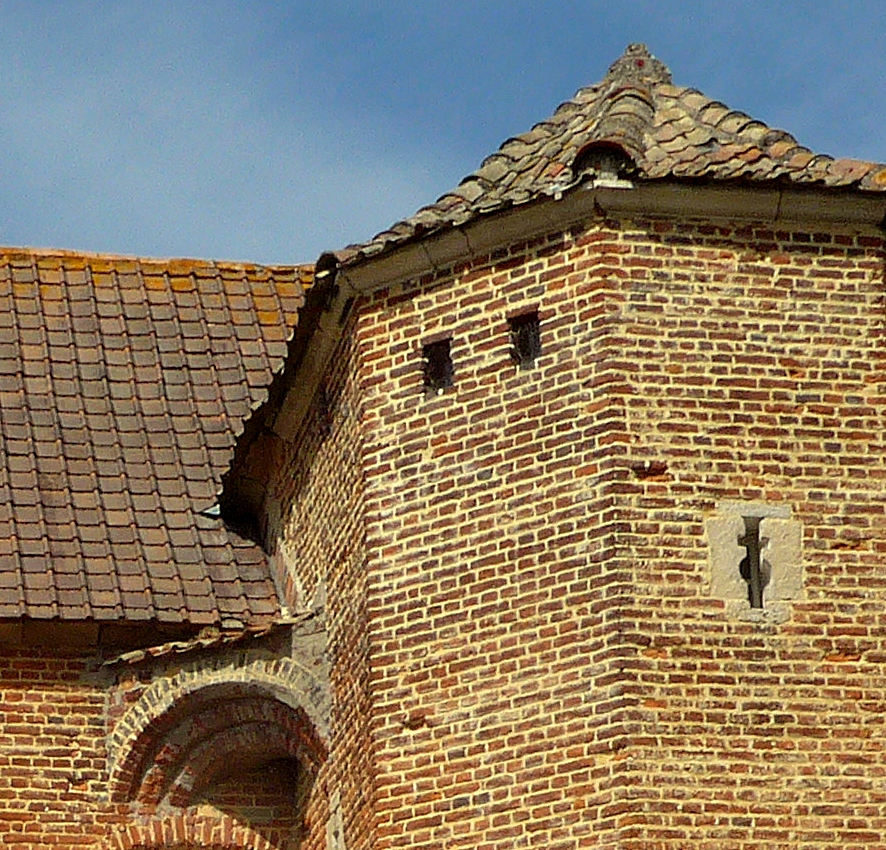
toren met hoekstuk
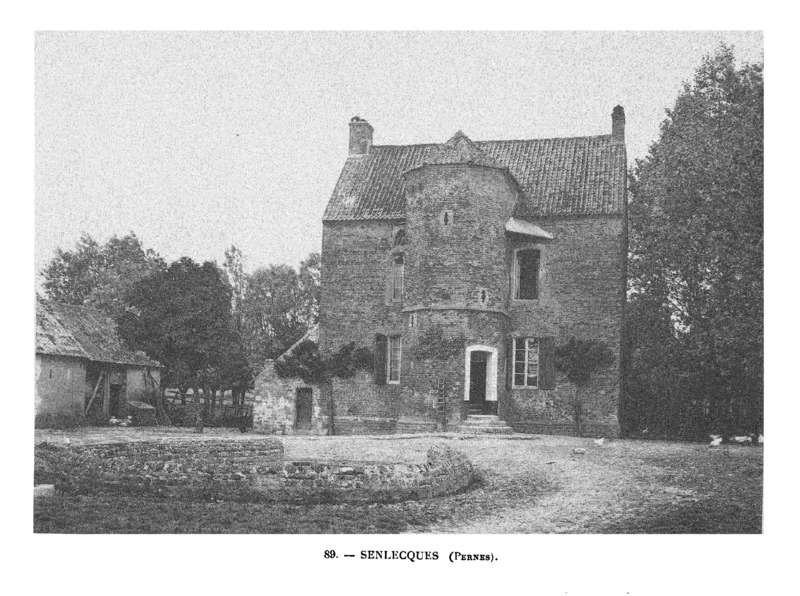
Manoir de Senlecques 1900

## Historie
- Jean de Senlecqeus, sr. (seigneur) de Senlecques getrouwd met Adrienne de la Pasture, leefde in het midden van de 16e eeuw, hij liet waarschijnlijk het manoir bouwen.
- Florimond de Senlecques, getrouwd met Marguerite de Hesmont.
- Claire de Senlecques (Senlecques, 1510 - Senlecques, 31-07-1562) zijn dochter was zijn erfgename, getrouwd met Jean Philippe du Saultoir, Seigneur de Senlecque Bailli Général de Fiennes N. du Saultoir.
- Philippe du Saultoir, schildknaap, sr. van Senlecques, hij trouwde met Jeanne Le Marchand, dame van Lespinoy in Normandië.
- François du Saultoir, schildknaap, sr van Senlecq en Lespinoy.
- François de Baynast, ridder, sr. de Septfontaines, Frelinghem, Senlecques en Pucelart getrouwd op 18 november 1590 met Jeanne Bourdel.
- Philippe de Baynast, trouwde op 27 mei 1638 met Marguerite de Camoisson.
- Philippe de Baynast, getrouwd met Elizabeth d'Athieuville.
- Bertrand de Baynast, sr van Senlecques, trouwde op 18 maart 1679  met Anne Vasseur.
- Jacques de Bainast, schildknaap sr. de Senlecque, en Édouard de Bainast schildknaap, beiden voor de helft, Jacques trouwde 24 februari 1716 met Anne Lefebvre de Vincelles.
- 22 oktober 1743  verkopen Jacques de Bainast en Marie Anne Lefebvre aan Jacques Charles Markies de Créqui (1700 - Gençay, 11-10-1771) de alle rechten en plichten van het landgoed, zij behouden het eigendom voor het bedrag van 96 livres (pond).
- Antoine Marie Bainast (Senlecques, ?-01-1717 - Senlecques, 15-10-1783) sr. de Senlecques, hij stierf kinderloos
- Marie Jacqueline Baynast, zijn zuster, (Bainghem, 02-03-1718 - 26-11-1762) erfde, zij trouwde op 19 februari 1754 met Louis Claude Adrien Hénon.
- Louis Marie Hénon (1755 - 8-10-1815).
- Marie Geneviève Robertine Hénon trouwde op 28 juni 1809 in Pernes met Dosithée Joseph Leleu (boer).
- 22 mei 1832 werd het land van Senlecques verkocht door Dosithée Leleu aan François Deseille en Catherine Emilie Dusommerard voor 36.000 franc. De grootte van het landgoed was toen 20,6 ha.
- François Deseille trouwde na het overlijden van zijn eerste vrouw met Marie Barbe Delahodde.
- Charles Joseph Deseille (Réty, 06-11-1777 - Wimille, 1827) getrouwd met Marie Elisabeth Robertine Delahodde (wimille, 25-08-1784 -).
- Louis Marie Joseph Deseille (Wimille, 04-06-1810 - ) getrouwd in 1837 met Marie Juli Pégie Delahodde de Grisendal.
- 1923 dr. Marie Agustine Joseph Deseille (Saint-Valery-sur-Somme, 26-02-1854 - ), getrouwd met Marie Félicie Julie Waché, arts te Boulogne-sur-Mer, hij verhuurde het geheel aan de afstammelingen van de vorige eigenaren, Louis Leleu en mevr. Hénon die een boerenbedrijf uitoefenden
- Theodomire Joseph Deseille (Rinxent, 14-08-1909 - Boulogne-sur-Mer, 21-02-1985).
- 1934 (14 oktober) Het landgoed werd te koop aangeboden, het werd bewoond door drie broers Leleu.